# Опсада Херигордона
Опсада Херигордона одиграла се августа/септембра 1096. године између крсташке војске Рејналда и Селџучког царства под командом султана Килиџа Арслана. Битка је део Сељачког крсташког рата и завршена је потпуним крсташким поразом.

## Битка
Чим је крсташка армија прешла Босфор и нашла се на тлу Мале Азије, Петар Пустињак је изгубио контролу над својом армијом, што није ни чудно будући да је већина крсташа била сличнија Емиху од Лајнингена неголи њему. Ту се нарочито истицао Рејналд који је убрзо створио језгро ратника са којима је пљачкао и убијао по околини. На једном од скупова, вођство је одузето од Петра Пустињака и предато Рејналду. Први његов подвиг након избора био је уништење насеља у којем су живели грчки хришћани. Грешку су увидели тек касније. Ана Комнина пише да су децу набијали на колац и пекли их живе. Као да им је то било мало, крсташи су се недуго потом потукли између себе.
Згрожен тиме, Петар Пустињак је напустио главнину војске и упутио се у Цариград не би ли од цара Алексија добио неке трупе којима би успоставио ред. Одмах по његовом одласку и онако несложна армија се још више завадила тако да је неколицина вођа било проглашено краљевима. У лудилу амбиције одлуче да ударе на Никеју не знајући да их султан Килиџ Арслан спреман ишчекује са својом копненом армијом. Килиџ Арслан је опколио град и држао крсташе у опсади. 29. септембра Турци крсташима пресецају једини довод воде у град. Крсташи се предају после осмодневне опсаде. Свако ко није хтео да пређе у ислам, погубљен је.

## Последице
Опсадом Херигордона и битком код Киветота крсташка армија је потпуно уништена. Овом битком је завршен Сељачки крсташки рат. Управо овај страховити пораз крсташа омогућиће касније крсташке успехе код Никеје у Првом крсташком рату. Опијен лаком победом, Килиџ Арслан није ни мислио да је ово тек претходница крсташа и да главнина армије тек стиже. Стога се окренуо својим уобичајеним делатностима, ратовању са суседима.